# Nova24TV
Nova24TV je slovenska konservativna medijska hiša, ki upravlja istoimensko informativno televizijsko postajo in novičarski spletni portal. Nova24TV opisuje svoje poslanstvo kot alternativen medijski glas, ki bo odražal vrednote evropske desnice. The New York Times in Foreign Policy sta Novo24TV označila za skrajno desno medijsko organizacijo. Nova24TV velja za medij, blizu Slovenski demokratski stranki. Novo24TV so ustanovili člani in podporniki te stranke. Trenutni odgovorni urednik informativnega programa Nove24TV je Aleksander Rant, odgovorni urednik spletnega portala je Marko Puš, direktor pa Boris Tomašič.
Nova24TV prejema precejšen del prihodkov iz oglaševanja podjetij, ki so v večinski ali delni državni lasti. Do prve polovice leta 2020 je Nova24TV prejela tudi prek 120.000 € javnih sredstev. Novo24TV so finančno podprla madžarska podjetja v lasti podjetnikov iz krogov madžarskega predsednika vlade Viktorja Orbána.
Janez Janša – sicer soustanovitelj in solastnik Nove24TV – je kmalu po prevzemu funkcije predsednika vlade leta 2020 pričel redno gostovati v tedenski pogovorni oddaji na televizijski postaji Nova24TV.

## Pregled
Odgovorni urednik informativnega programa Nova24TV je Aleksander Rant, urednik spletnega portala Marko Puš, direktor pa Boris Tomašič. Pretekli odgovorni uredniki so bili Uroš Urbanija, Miro Petek, Jože Biščak in Boris Tomašič. Bivša direktorja sta Aleš Hojs in Damjan Damjanovič.
Po lastnih navedbah iz leta 2019 je bil portal Nova24TV 5. najbolj obiskano spletno mesto v Sloveniji. Objave portala Nova24TV so bile po navedbah iz leta 2021 zdaleč najbolj deljene vsebine kateregakoli slovenskega medija na Twitterju, po drugi strani pa je prispevke portala delilo sorazmerno majhno število uporabnikov, zaradi česar je prišlo do ugibanj, da bi lahko bili za promocijo vsebin portala odgovorni zelo dejavni lažni profili. Gledanost televizijskih kanalov Nova24TV je običajno manjša od 1 %; zaradi nizkega dosega gledalcev nacionalne meritve gledanosti TV kanalov Nove24TV ne rangirajo.

## Korporativni profil

### Korporativna zgodovina
Podjetje je ob ustanovitvi s težavo zagotavljalo finančna sredstva, potrebna za obratovanje. Začetni kapital, zbran s prodajo delnic individualnim vlagateljem, naj bi zadostoval za dve leti neprekinjenega delovanja, a je podjetje potrebovalo dodatna sredstva že ob koncu poletja 2016, manj kot leto od pričetka obratovanja. Predsednik upravnega odbora Aleš Hojs je v odzivu na finančne težave naznanil, da podjetje ne bo poskušalo zagotoviti dodatnih sredstev z nadaljnjo prodajo delnic, temveč z iskanjem strateškega partnerja, najraje evropskega podjetja z izkušnjami upravljanja z medijskimi družbami. Hojs je prav tako zatrdil, da bo Nova24TV ostala zvesta načelu, da lastniški delež posameznih delničarjev ne sme presegati 20 % podjetja. Miro Petek, tedaj odgovorni urednik Nove24TV, naj bi se v tem času v iskanju finančne podpore sestal z italijanskimi medijskimi menedžerji, povezanimi z bivšim italijanskim premierjem Silviom Berlusconijem. Petek ni želel odgovarjati na vprašanja novinarjev glede domnevnih dogovarjanj.
Vodstvo televizijskega programa Nove24TV je pretehtalo tudi prestrukturiranje družbe na način, ki bi omogočal lažji dostop do državnih sredstev (z možnim sofinanciranjem do 50 % stroškov projekta), a bi to hkrati delničarje prikrajšalo za povračilo naložbe.
Leta 2016 so bili med večjimi lastniki Nova24TV: Klavdija Snežič (žena davčnega svetovalca Roka Snežiča, nekdanjega zapornega cimra Janeza Janše) z 8 % lastniškim deležem, podjetje Elektronček (ki je povezano s podjetnikom Jocem Pečečnikom) z 5,2 % lastniškim deležem, direktor Nova24TV Boris Tomašič z 3,12 % lastniškim deležem in skupina Kolektor (ki je povezana s podjetnikom Stojanom Petričem). Med lastniki so bili tudi vsi poslanci stranke SDS kot tudi več strankarskih funkcionarjev stranke. Pečečnik je glede investicije navedel, da se je za naložbo odločil direktor in solastnik družbe Interblock (hčerinske družbe Elektronček), ki je glede investicije navedel: "[...] za vložek v družbo Nova TV [sem se] odločil, ker menim da v Sloveniji potrebujemo raznolikost medijev in ker verjamem, da [...] zna biti investicija uspešna oziroma lahko [...] pričakujemo dolgoročne donose." Predstavnik podjetja iz skupine Kolektor (slednja obvladuje tudi časopisno podjetje Delo) z lastniškim deležem v Nova24TV je glede naložbe navedel: "Vložili smo, ker smo videli poslovno priložnost. Mediji se nam zdijo dobra naložba in si tudi obetamo dividendo [...] nima nobene veze z naložbo v Delu, mi smo vlagali povsem nepovezano."
Na 2. skupščini delničarjev se je začelo spreminjati statut v nepridobitno delovanje (sklep št. 4) , s čimer so bile morebitne finančne koristi za delničarje onemogočene. Leta 2019 so se pojavile pritožbe delničarja, da ima z njihovo delnico več stroškov kot koristi. Na portalu Nova24TV so podobnim delničarjem ponudili možnost, da svoje delnice brez stroškov podarijo. 
Po poročanju Svet24 naj bi kljub obljubam o dobrih plačah do zgodnjega 2017 mnogi zaposleni in sodelavci delali za minimalne plače ali celo prostovoljno in brez plačila.

## Zgodovina
Načrte za ustanovitev medijske družbe je javnosti prvič razkril vodja Slovenske demokratske stranke in nekdanji premier Janez Janša na srečanju strankinih seniorjev sredi leta 2015. Kot osrednji del medijske družbe je bila načrtovana televizija, nato pa še vzpostavitev radijske postaje (ki bi oddajala po vsej državi) in spletnega portala (ki bi bil namenjen mlajšemu občinstvu). Pri pogovorih o medijskem projektu je sodeloval tudi voditelj televizijske postaje Top TV Vladimir Vodušek; Top TV bi lahko predstavljala temelje nove televizije. Po zagotovitvi zadostnega ustanovitvenega kapitala je bila medijska družba ustanovljena 7. julija 2015. Vlagatelji so bili sprva posamezniki, predani projektu – večinoma člani SDS in posamezniki, povezani s stranko. Dodatna sredstva so nameravali zbrati s prodajo delnic.
Pričetek obratovanja medijske hiše je bil prežet s težavami. Pričetek oddajanja televizijskega programa je bil sprva načrtovan za december 2015, a je bil nato zaradi težav večkrat preložen. Podjetje naj bi se prav tako soočalo z internimi osebnimi konflikti ter pomanjkanjem kompetentnega tehničnega in ostalega osebja, kar naj bi povzročalo tehnične težave. Poskus ustanovitve radijske postaje je bil kmalu ovržen; radio je krajši čas oddajal prek spleta in pritegnil le peščico poslušalcev.
Marca 2021 je Nova24TV slovenske osnovne in srednje šole povabila k sodelovanju v tekmovanju iz znanja slovenske zgodovine, ki ga je Nova24TV pripravila v sodelovanju z Združenjem za vrednote slovenske osamosvojitve (VSO) (združenje je tako kot Nova24TV povezano z SDS). Pod povabilom, ki je bilo naslovljeno na ravnatelje šol, so bili podpisani poslanka SDS Mojca Škrinjar, notranji minister Aleš Hojs in direktor Nova24TV Tomašič. Namen tekmovanja je bil tudi spodbujanje domoljublja. Najbolje uvrščeni bi prejeli denarne nagrade, prvoumeščeni pa bi se lahko udeležili tudi izleta v Evropski parlament, kjer bi se srečali z evropskim poslancem stranke SDS in bivšim ministrom za izobraževanje Milanom Zverom. Kot pomožno gradivo za tekmovanje so organizatorji navedli tudi knjigo, ki jo je urejal tedanji premier Janez Janša, izdala pa z SDS povezana založba Nova obzorja.
Aprila 2021 je Twitter novinarjema Nova24TV Luki Peršu in Aleksandru Rantu deaktiviral uporabniška računa.
Telekom Slovenije je v okviru reorganizacije programskih mest v ponudbi TV storitev med prvih 10 programov umestil prvi in drugi program Nova24TV, ki bi tako postala dostopna s klikom na številčnico dalinca. Sočasno sta bila iz deseterice izločena programa Pop TV in Kanal A, ki sta spadala med najbolj gledane v državi. Spremembe naj bi stopile v veljavo maja 2021. Telekom je pojasnil, da gre za optimizacijo kanalov HD in SD ločljivosti. Ob odločitvi je Telekom vodil bivši poslanec SDS.
Junija 2024 je Rusija v sklopu 81 drugih evropskih medijev (iz Slovenije še Demokracijo) zablokirala dostop do spletne strani Nove24TV. V hiši so odsotnost blokade drugih medijev komentirali kot dokaz, da so za ruske oblasti dovolj naklonjeni Vladimirju Putinu.
Incidenti
Avgusta 2020 je Anonymous na spletu objavil kopijo podatkov iz spletnega strežnika Nove24TV. Med podatki so bili med drugim naslovi spletne pošte in IP naslovi komentatorjev na spletni strani Nove24TV (kar je potencialna kršitev pravil varovanja osebnih podatkov s strani Nova24TV) in seznam administratorjev spletne strani (vred z naslovi njihove spletne pošte in zakodiranimi gesli). Nova24TV je v odzivu zapisala, da ni prišlo do vdora v njihove strežnike, da je Anonymous zgolj pridobil staro varnostno kopijo strežnika in da so objavljeni podatki potvorjeni. Nova24TV je objavljene podatke označila kot "zgolj smeti".
Oktobra 2020 je na protivladnem protestu prišlo do fizičnega napada na snemalca Nova24TV. Raper Zlatan Čordić - Zlatko je snemalcu poskušal iz rok iztrgati kamero. Čordić je nameraval iz kamere izbrisati snemalčev posnetek, saj da mu ni bilo všeč, da ga je snemal snemalec te televizije. Med incidentom je posredovala policija. Čordićevo dejanje so obsodili v Društvu novinarjev Slovenije.
Marca 2021 je neznanec registriral domeno naci.tv, ki je vodila do spletne strani portala Nova24TV (neznanec je prav tako registriral domeno naci.si, ki je vodila do spletne strani stranke SDS). Domena je bila po nekaj dneh umaknjena s strani upravitelja domene.
Maja 2021 je Nova24TV poročala, da je med protivladnimi protesti skupina zamaskiranih in v črno oblečenih oseb na cesti med vožnjo obkrožila in tako blokirala služben avto Nova24TV, v katerem so se nahajali zaposljeni Nova24TV; eden izmed njih se je usedel na pokrov avtomobila in po pokrovu poskušal poskakovati, durgi pa naj bi tolkli po veterobranskih steklih in brcali po pločevini. Skupina napadalcev naj bi s početjem odnehala šele, ko so zaslišali policijske sirene.
Aprila 2021 je neznanec v noči s steklenico razbil napisno tablo Nova24TV na vhodu v stavbo, kjer se nahaja sedež te medijske hiše.
Septembra 2022 je klicatelj v oddajo Kdo vam laže? na Nova24TV izrekel grožnjo: "Barabe, ti in tvoji domobranci, povejte, koliko vas je, da pripravim zadosti municije …"
Novembra 2022 je Nova24TV poročala, da so neznanci službeno vozilo Nova24TV vandalizirali z anarhističnim simbolom.

## Televizijske oddaje
Nova24TV od ponedeljka do petka pripravlja novice, ki so osvežene štirikrat dnevno: ob 11h, 14h, 16h in v razširjeni obliki ob 19.30. Preostali program preko dneva zapolnjujejo bloki novic iz Slovenije in tujine ter propagandni program. Ob 20.10 se začne večerni program z različnimi oddajami.
| Naslov                  | Voditelj                                  | Opis                                                              | Ura   | Dnevi sporeda                     | Začetek predvajanja |
| ----------------------- | ----------------------------------------- | ----------------------------------------------------------------- | ----- | --------------------------------- | ------------------- |
| Kdo vam laže            | Boris Tomašič                             | komentatorska, tudi pogovorna oddaja o političnih temah           | 20.10 | pon-tor, čet-pet                  | 2018                |
| Tema dneva              | Aleksandra Jug                            | pogovorna oddaja o aktualnih temah                                | 21.10 | pon-tor, čet-pet                  | 2016                |
| Pogovor v Kavarni Hayek | Jože Biščak                               | pogovorno-izobraževalna oddaja o gospodarstvu, politiki in družbi | 20.40 | ponedeljek                        | 2023                |
| Aktualno                | Boris Tomašič Aleksander Rant Jože Biščak | komentatorska oddaja o aktualnih temah                            | 20.10 | sreda                             | 2024                |
| Intervju                | Aleksander Rant                           | pogovori z gosti na temo aktualnega dogajanja                     | 20.40 | četrtek                           | 2022                |
| Komentar                | politični analitiki                       | kratki komentarji in kolumne o aktualnem                          | 21.00 | občasno                           | 2022                |
| Beremo                  | Metod Berlec                              | pogovori z avtorji slovenskih knjig                               | 20.00 | sobota                            | 2017                |
| Signal                  | Zala Tomašič                              | debate o pomembnih družbenih temah                                | 20.00 | nedelja (trenutno se ne predvaja) | 2023                |

## Financiranje
Finančna sredstva madžarskih podjetij
Finančne težave Nove24TV je ublažil prejem dokapitalizacije s strani treh madžarskih medijskih podjetij, vseh tesno povezanih z madžarskim premierjem Viktorjem Orbánom in njegovo stranko. Madžarska podjetja so skupaj zakupila 45,44-odstotni delež Nove24TV in prispevala 800.000 € svežega kapitala, medtem ko so lastniki skoraj polovice delnic NovaTV24.si ostali nerazkriti. Aprila 2018 so madžarski vlagatelji ponovno dokapitalizirali podjetja, v lasti katerih je Nova24TV, z okoli 800.000 € dodatnega kapitala in pri tem potencialno prikrito posredno financirali volilno kampanjo SDS. S časom je lastniški delež madžarskih podjetij v Novi24TV narasel na skoraj 88 %.
V začetku leta 2020 je serija novinarskih preiskav pokazala, da so madžarska podjetja, ki so jih vodile osebe blizu madžarskemu predsedniku vlade Viktorju Orbánu, od avgusta 2018 v oz. skozi Slovenijo nakazala vsaj 4 milijone evrov, od katerih jih je bilo 1,5 milijona porabljenih za financiranje Nova24TV (skupno 3,5 milijonov tekom obstoja medijskega podjetja), medtem ko je bil preostali denar prenesen v Severno Makedonijo (ali 2,5 mio. € ali skupno vsaj 3,2 mio. €). Sredstva so bila prenesena prek Združenega kraljestva, del sredstev je morebiti izviral iz ruskih investicij na Madžarskem. Sredstva so se v Severni Makedoniji porabila za financiranje podobnih medijskih operacij političnih zaveznikov madžarske vlade. Denar se je med državami in podjetji pretakal pod krinko vprašljivih oglaševalnih pogodb. Na podlagi razkritij je bila v Sloveniji zaradi suma pranja denarja sprožena policijska preiskava in seja parlamentarnega odbora. Preiskava zaradi suma pranja denarja iz Madžarske je v Severni Makedoniji stekla že leta 2018 na osnovi podatkov, s katerimi je razpolagala slovenska policija.
Javna sredstva
Nova24TV je v letu 2019 prek razpisa ministrstva za kulturo prejela 21.120 € proračunskih sredstev.
Po navedbah iz prve polovice leta 2020 je Nova24TV iz javnih sredstev prejela že več kot 120.000 €. Med največjimi plačniki so bili Slovenske železnice (okoli 37.000 €), Ministrstvo za kulturo (okoli 21.000 €), Občina Grosuplje (okoli 13.000 €), Javna agencija za varnost v prometu (okoli 12.000 €) in RTV Slovenija (okoli 10.000 €).
Leta 2021 je Nova24TV za izvajanje projekta »Tema dneva« na razpisu kulturnega ministrstva prejela 19.500 € sredstev.
Nova24TV je bila deležna oglaševalskih sredstev projekta Ministrstva za delo, družino, socialne zadeve in enake možnosti v okviru oglaševanja projekta za spodbujanje medgeneracijskega zaposlovanja Sodelovalnica. Projekt je se je pričel septembra 2020. Nova24TV je bila naknadno izbrana mimo uradne oglaševalske strategije, doseg gledanosti Nova24TV pa je bil namesto na neodvisnih podatkih o gledanosti osnovan na podatkih, ki jih je navedla Nova24TV sama. Del sredstev, dodeljenih za projekt, je bilo sredstev EU.
Prihodki od oglaševanja
Nova24TV prejema precejšen del prihodkov iz oglaševanja podjetij, predvsem Telekoma Slovenije (po navedbah iz decembra 2021 največji oglaševalec na Nova24TV), Petrola, Mercatorja, Slovenskih železnic in Telemacha. Večina podjetij, ki oglašujejo na Nova24TV, je v državni lasti oz. ima država v njih pomemben lastniški delež.
Nova24TV je oglaševalski denar prejemala tudi od avstrijskega gradbenega podjetja Belfry, ki večinoma posluje na Madžarskem. V času oglaševanja na Nova24TV podjetje v Sloveniji ni poslovalo. Lastniki podjetja so bili povezani z madžarskim premierjem Orbánom.
Prihodki od distributerjev televizijskih programov
Telekom Slovenija
Telekom Slovenije je spomladi leta 2020 nadomestnino za distribucijo programov Novi24TV začel plačevati prek nedavno ustanovljenega Inštituta za avtorsko pravo v okviru svežnja televizijskih programov, ki je poleg Nova24TV vključeval še programe TV3, Golica TV in Čarli TV (ponudnika T-2 in A1 sta med tem nadomestilo še naprej plačevala neposredno Novi24TV). Telekom Slovenije je začenjši s sredino leta 2020 Nova24TV začel plačevati nadomestilo za distribucijo programov, ki je bila glede na nizko gledanost Nova24TV nesorazmerno visoka v primerjavi z drugimi televizijskimi programi. V letu in pol je Nova24TV tako od Telekoma Slovenije prejela skoraj 1,5 milijona €. Operaterja T-2 in A1 sta medtem Novi24TV plačevala občutno nižja nadomestila. Po navedbah virov Necenzurirano.si je bila do Nove24TV radodarna pogodba sprejeta neobičajno - uprava Telekoma naj bi namreč po nastopu 3. vlade Janeza Janše zaukazala sklenitev pogodbe po vnačrej določeni ceni brez rutinskih pogajanj s ponudnikom in brez okvirne ocene najvišje ekonomsko upravičene cene programa (ki jo strokovna ekipa Telekoma pripravi na podlagi podatkov o gledanosti in dosegu) ter brez izpolnjevanja pogoja 2 % gledanosti svežnja programov, ki je vključeval Nova24TV.

## Vsebina
Poročanje in vsebine Nove24TV imajo odkrito politično desno perspektivo. Poročanje o gospodarskih temah je pogosto kritično do socialne države, državnega lastništva, javnega sektorja in javnega zdravstva ter zagovarja prostotržni kapitalizem. Pogoste so protimigrantske in protiislamske vsebine. Poročanje o mednarodni politiki je pogosto naklonjeno desnim politikom, kot sta Donald Trump in Viktor Orbán (slednji je z Novo24TV opravil tudi ekskluziven intervju). Novice o svetovnih temah so pogosto osnovane na člankih, ki so bili sprva objavljeni v publikacijah, kot so Breitbart, The Daily Mail, The Daily Caller, Bild in drugih desnih medijih. Fox News je služil kot navdih in zasnova za ustanovitev Nove24TV. Nova24TV je med oddajami predvajala oglase za skrajno desno gibanje Generacija identitete.
Vsebine za spletni portal Nova24TV občasno prispevajo (in soobjavljajo) manjši spletni portali: moja-dolenjska.si, mojeposavje.si, mojepodravje.si, go-portal.si, e-maribor.si, primorska24.si, pomurske-novice.si, nase-zasavje.si, gorenjski-utrip.si, portal-os.si, sasa-novice.si, spodnjepodravje.si, celjskiglasnik.si, utrip-ljubljane.si, notranjska.si, e-koroska.si in politikis.si. Uporabljajo zelo podobno obliko spletne strani kot Nova24TV, večino domen je registriralo isto podjetje, nekatere pa urejajo znani člani stranke SDS. 

## Kritike in kontroverze

### Antisemitizem
Med intervjujem na Novi24TV je Bernard Brščič, ekonomist in bivši državni sekretar Janševega kabineta, izjavil, da je  »domnevni« holokavst judovska zarota, namenjena vzbujanju kolektivne krivde, ki bi omogočila vzpostavitev  »multikulti distopije«. Izjava je v javnem prostoru sprožila množično ogorčenje, vključno s strani Mednarodne zveze za spomin na holokavst in direktorja Slovenskega judovskega kulturnega centra, Roberta Waltla, ki je naznanil, da bo zaradi izjave podal kazensko ovadbo na državno tožilstvo (zanikanje holokavsta je v Sloveniji kaznivo dejanje). Miro Petek, odgovorni urednik Nove24TV, je v odzivu na incident izjavil, da je Nova24TV namenjena seznanjanju bralcev s »paleto drugačnih mnenj«. Spletni portal Nova24TV je nato objavil pod psevdonimom objavljen prispevek v zagovor Brščiču, ki je holokavst označil za zgodovinsko izmišljotino in trdil, da so drugo svetovno vojno povzročili judovski bankirji, da bi z žrtvovanjem Judov zagotovili ustanovitev judovske države, kritike Brščiča pa označil za »pogrom«. Avtor prispevka je bil domnevno Jože Biščak, kasnejši odgovorni urednik tako Nove24TV kot tednika Demokracija (glasila stranke SDS). Medijski portal Nova24TV je prav tako objavil več prispevkov o domnevnem prikritem in zloveščem vplivu Georga Sorosa (pogoste tarče antisemitskih teorij zarot) tako na globalno kot slovensko politiko.
Nova24TV je objavila več intervjujev (s sogovorniki s povezavami z neonacizmom) in prispevkov, ki so vsebovali antisemitska sporočila; avtor prispevkov je novinar Demokracije in Nova24TV  Andrej Sekulović, ki ga več virov prepoznava za neonacista.

### Neresnično poročanje
Novembra 2017 je Nova24TV objavila novico, v kateri je navajala, da je romski otrok na stranišču posilil sošolca v ribniški osnovni šoli. Članek je prav tako obtožil ravnatelja šole poskusov prikrivanja incidenta; ta naj bi od šolskih uslužbencev in celo policije zahteval molk. Na šoli naj bi se pred tem zgodilo že več kaznivih dejanj, ki naj bi jih večinoma zagrešili romski učenci, vodstvo šole pa naj bi ta kazniva dejanja dopuščalo brez sankcij. Vir informacij v objavi je bil bralec. Na poročanje so se ostro odzvali predstojniki šole, ljubljanska policijska uprava in občina Ribnica. Policija je zares posredovala na območju šole zaradi prijave kaznivega dejanja, v katero naj bi bila vpletena dva mladostnika, a so vsi seznanjeni z dogajanjem zanikali, da bi prišlo do spolnega napada. Zaradi varstva osebnih podatkov mladoletnih pristojni niso razkrili drugih podatkov o incidentu. Predstavnik šole je dejal, da je dogodek predstavljal enkratni incident. Nova24TV je kasneje poročilo umaknila in objavila popravek.
Julija 2018 je Nova24TV na podlagi »zanesljivih virov« poročala, da naj bi skupina migrantov spolno nadlegovala in kasneje posilila dve mladoletni Slovenki. Incident naj bi se zgodil na območju Metelkove. Objava je zatrdila, da »čeprav dogodek ni bil prijavljen na policijo«, so incident »na Metelkovi potrdili«, in navajala, da »žal pa to ni osamljen primer, a se mnogokrat mainstream mediji na vse pretege trudijo, da ne poročajo o incidentih, ki jih povzročijo migranti, ali pa jih olepšujejo«. Novinarji drugih medijskih organizacij niso uspeli neodvisno potrditi trditev Nove24TV. Na podlagi informacij iz članka Nove24TV je policija sprožila preiskavo, ki je pokazala, da vkljub poročanju Nove24TV napad ni bil potrjen s strani vodstva Metelkove. Poskusi policije pridobiti dodatne informacije na domnevnem kraju zločina so bili prav tako neuspešni.
Migrantske bančne kartice
30. oktobra 2018 je Nova24TV objavila članek z navedbami, da je Evropska unija »nelegalnim muslimanskim migrantom«, ki so obtičali na območju Bosne in Hercegovine, nudila brezpodpisne bančne kartice znamke MasterCard z logotipi Evropske unije in Agencije OZN za begunce. Prispevek je namignil tudi, da se denar morda porablja za nakupe »mačet in nožev«, ter kot vire informacij navedel »uporabnike socialnih omrežij«, »lokalne prebivalce« in lokalnega policista, ki je spregovoril za portal kamenjar.com.
V dneh po objavi članka je navedene informacije povzelo več tujih informativnih spletnih portalov. Nemški politični blog PI News je na podlagi podatkov špekuliral, če kartice financira George Soros. 5. novembra je portal Nova24TV povzel prispevek PI News in se pohvalil s svojim globalnim vplivom.
Do sredine novembra so se članki, ki so navajali, da Soros financira migrantske bančne kartice, razširili po svetu. Trditve so objavljali dvomljivi spletni portali ter kot izvorni vir informacij navajali Nova24TV. Trditev sta ovrednotili organizaciji za preverjanje informacij PolitiFact in Snopes.com ter obe spoznali navedbe za neresnične. Zgodbo je v okviru svoje kampanje proti lažnim novicam in napačnim informacijam kot neresnično označil tudi Facebook. Predstojnik za javnost Georga Sorosa je v izjavi za PolitiFact obtožbo zanikal.

### Žaljivo poročanje
Nova24TV je bila deležna kritik zaradi domnevnega žaljivega in zavajajočega poročanja o posameznikih.
Razžalitev poslanke Violete Tomić
Avgusta 2017 je Nova24TV objavila tabloidne fotografije državnozborske poslanke Violete Tomić. Slike so bile brez vednosti Tomićeve posnete med vožnjo na trajektu v času poslankinega dopusta. Ena izmed slik je poslanko prikazovala z razprtimi nogami. Slike so bile objavljene z naslovom »Prav nič damsko: Poslanka ZL Violeta Tomić si jo je 'luftala' v hotkah na trajektu za otok Vis«. V besedilu članka so navedli, da Tomićeva v državnem zboru ni znana »niti po elegantnem oblačenju niti po damskem obnašanju«, da za poslanko njene starosti ni primerno »paradirati« okoli v tako kratkih hlačkah. V članku so navedli tudi, da je fotografije posnel »bralec«, ki je bil šokiran, ko se je poslanka usedla na način, da je »vsem postavila na ogled notranjost svojih stegen in še kaj ... [Bralec je] Sarkastično dodal: 'Mogoče si jo je luftala'«. Članek je vseboval tudi ponižujoče pripombe glede tega, da jo je na potovanju spremljal zgolj pes, in omenjal njeno domnevno spogledovanje z mlajšimi moškimi.
V tožbi Tomićeve proti Novi24TV v zvezi s člankom je ljubljansko okrožno sodišče razsodilo, da slike kljub temu, da so bile narejene brez njenega dovoljenja ali predhodne vednosti, same po sebi ne predstavljajo kršitve pravice Tomićeve do zasebnosti, saj je kot igralka in političarka javna oseba. Po drugi strani je sodišče spoznalo besedilo in določene komentarje, objavljene pod člankom (katerih izbris je odredilo), kot žaljive. Sodišče je ugotovilo, da je bil prevladujoč namen avtorja članka razvrednotiti poslanko zaradi njene politične usmerjenosti in jo prikazati kot neprimerno za opravljanje poslanskega dela. Škodoželjen namen članka so dokazovali tudi anonimni komentarji, objavljeni pod njim. Sodišče je Novi24TV odredilo plačilo 6000 € odškodnine Tomićevi in objavo javnega opravičila.
V odzivu na razsodbo je predstavnik Nove24TV izjavil, da sodbo smatrajo za v celoti neupravičeno in za hud poseg v pravico do svobode govora. Predstavnik je izrazil tudi namen pritožbe na razsodbo, vključno na Evropskem sodišču za človekove pravice, če bo to potrebno.
Nova24TV je komentar o videzu in starosti Violete Tomić objavila tudi januarja 2018 z naslovom »Kaj se dogaja z Violeto Tomić? Podočnjakov ji ne prekrije niti puder več«. Večji del članka je bil posvečen razpravi o tem, da je videti zelo postarana za svojo starost, z opazko »[p]ovešena lica, podočnjaki oziroma “čajne vrečke” pod očmi, pepelnata koža in koža na vratu, ki ni več napeta. Vendar pa se da slednje hitro skriti s šalom [...]«. Članek večkrat namigne tudi na domneven alkoholizem in zaključi s sklepom »Rek pravi, da se notranja lepota kaže navzven. Mar Violeta Tomić ni takšna “svetnica”, kot se kaže v javnosti? [...] Dejstvo je, da Violeta danes ni več ista, kot je bila leta 2012. Ne navznoter ne navzven«. Potem ko je Tomićeva v objavi na zasebnem Facebookovem profilu zapisala, da ji je nekdo med poletnim sončenjem ob reki v kopalni obleki poskušal slikati mednožje s teleobjektivom, je Nova24TV nekaj mesecev po razsodbi o razžalitvi objavila prispevek, v katerem je navedla, da »se Nova24TV ne boji nikakršnih političnih pritiskov, zato bomo brez zadržkov objavili konkretne fotografije, v primeru, da se na nas obrne tisti, ki jih je posnel. Za fotografije smo pripravljeni tudi plačati.«

### Izvajanje volilne kampanje
Sporno financiranje volilne kampanje SDS pred državnozborskimi volitvami leta 2018
Manj kot en teden pred državnozborskimi volitvami leta 2018 so medijska poročila razkrila, da so s SDS povezana medijska podjetja – vključno z Novo24TV – prejela okoli 800.000 € finančnih injekcij od dveh madžarskih državljanov oz. njunih podjetij zgolj nekaj mesecev pred volitvami. Oba posameznika sta bila tesno povezana z madžarskim premierjem Viktorjem Orbánom (s SDS povezana medijska podjetja so tako skupno prejela že več kot 2,2 milijona evrov od madžarskih entitet). Ta s SDS povezana medijska podjetja so nato zakupila kampanjske oglase za SDS.
Očitki o izvajanju volilne kampanje pred državnozborskimi volitvami leta 2022
Nova24TV je v obdobju pred državnozborskimi volitvami leta 2022 na spletnem brskalniku Google zakupila imena strank Gibanje Svoboda, Lista Marjana Šarca, Socialni demokrati, Levica, in Stranka Alenke Bratušek. Tako se je ob vnosu imen teh strank v brskalnik na visokem mestu med rezultati uporabniku prikazala povezava do strani Nove24TV, kjer so bili zbrani do teh strank izjemno nenaklonjeni prispevki in pa do stranke SDS izrazito naklonjeni prispevki. Na Nova24TV so odločitev obrazložili z navedbo, da gre za povračilen ukrep zoper politične stranke, ki da so o Nova24TV širile »žaljive in neresnične trditve«.
Nova24TV je v obdobju državnozborskih volitev 24. aprila 2022 (natančneje med 27. marcem in 25. aprilom) za sponzoriranje svojih objav na družbenem omrežju Facebook porabila 39.207 €. Nova24TV je bila glede na poročilo Facebooka tako glede na obseg zakupa oglaševalnih vsebin na temo o volitvah in političnih vprašanj v tem obdobju na prvem mestu v Sloveniji (na drugem mestu je bila stranka Gibanje Svoboda z 28.044 €, na tretjem pa stranka SDS z 23.320 €). Za oglaševanje so tako na Nova24TV porabili velikšen del svojega mesečnega proračuna (tedaj je po zadnjih podatkih znašal nekaj več kot 50.000 € mesečno). Glavnino denarja je Nova24TV porabila za napade in diskreditacije Roberta Goloba, glavnega tekmeca SDS na volitvah (od tega več kot 10.000 € za razširjanje zgodb, ki so se kasneje izkazale za lažne). Po navedbah Necenzurirano.si izdatki predstavljajo kršitev predvolilne zakonodaje.

### Spodbujanje nasilne zamenjave oblasti
28. junija 2022 je v oddajo Kdo vam laže?, ki jo je vodil Boris Tomašič, klical gledalec in pozval k oboroženemu uporu zoper aktualno oblast, rekoč: "Ob tej naši bedasti vladi, ki jo imamo sedaj, jaz ne vidim drugega, kot da Slovenija nima več imena 'Naša država Slovenija', zdaj imamo novo ime: 'Socialistična zveza delovnega ljudstva'. Jaz ne vem, kaj je to. Borba za Slovenijo se bo sedaj ponovila. Pozivam vse Slovence, da se pripravijo za boj, da nazaj dobimo Slovenijo. Tisti, ki imate orožje doma, ga ne predajte nazaj policiji. Tisti, ki ga nimamo, si ga bomo nabavili, da se obračunamo. Ker tukaj drugega ni. Ker sila zahteva silo." Voditelj oddaje Tomašič se je na poziv odzval pritrdilno, rekoč: "Ja, jaz sem že pred časom rekel: Prišli so s krvjo na oblast, očitno bodo z oblasti samo na silo šli. Bojim se, da bo to res, ker drugače – vidite, kaj delajo in nas bodo podjarmili in ni zastonj Cankar pisal, da smo hlapci, če bomo to dovolili." Policija je bila z izjavimi seznanjena in je sprožila preverjanje obstoja morebitnega kaznivega dejanja ali prekrška, Agencija za komunikacijska omrežja in storitve (AKOS) je uvedla inšpekcijski postopek, zadevo pa je v obravnavo vzelo tudi pristojno držano tožilstvo. Dotični del oddaje je bil predvajan in problematiziran v državnem zboru.
Tomašič se je očitke odzval z navedbo, da pri njegovi izjavi ni šlo za poziv k nasilju in da so vse drugačne interpretacije zlonamerne. Po Tomašičevih besedah naj bi bili očitki o njegovem pozivanju k nasilju politični napad na Novo24TV kot enega izmed zadnjih svodobnih medijev v državi, očitki pa naj bi izvirali iz stranke Gibanje Svoboda kot plod strahu pred nezadovoljstvom in mirnimi shodi. Na Nova24TV so bile v naslednjih mesecih večkrat predvajanje ponovitve dotične oddaje kot tudi kasnejša oddaja, v kateri se je Tomašič odzival na očitke glede dotične oddaje ob vnovičnem predvajanju spornega odseka dotične oddaje.
Kolumnist Nova24TV Davorin Kopše se je na Twitterju na problematizacijo Tomašičevih in gledalčevih besed s strani poslanke stranke Gibanje Svoboda odzval z zapisom "Pred 31 leti smo se z orožjem uprli diktaturi in jo nadomestili z demokracijo. Če bo treba, bomo vajo ponovili!!! Cc: @Gibanje_Svoboda v vednost" in "Brez popuščanja Boris. Če bodo uvedli diktaturo (kažejo, da si to močno želijo), se bomo uprli. Tudi z orožjem, če bo treba." Kopše je nekaj dni kasneje na portalu Nova24TV objavil kolumno, v kateri se je postavil v bran besedam Tomašiča in gledalca rekoč, da Golobova vlada v državi uvaja diktaturo in "Velikokrat v zgodovini je bilo že dokazano, da je lahko demokracija zelo ranljiva. Zdrs v diktaturo je stanje, iz katerega je empirično dokazano nemogoče priti na miren način. To nas zavezuje, da smo pozorni in preprečimo vse poskuse v to smer. Če se nam zgodi, pa imamo vso legalno in legitimno pravico do obrambe z vsemi sredstvi. Žal tudi z orožjem."
Agencija za komunikacijska omrežja in storitve (AKOS) je novembra 2022 incident prepoznal kot kršitev zakona o avdiovizualnih medijskih storitvah zaradi pozivanja k nasilju in sovraštvu do oseb na podlagi prepričanja, političnega ali drugega mnenja, zaradi česar je AKOS Nova24TV naložil umik spornega dela oddaje, prepoved vnovičnega predvajanja spornega dela oddaje, objavo izreka odločbe in pripravo smernic za preprečevanje vnovičnih incidentov spodbujanja nasilja ali sovraštva, s katerimi bodo morali biti seznanjeni novinarji in odgovorne osebe.

## Politične povezave
Čeprav se Nova24TV opredeljuje kot neodvisno medijsko podjetje, je medijska hiša blizu Slovenski demokratski stranki. Mnogi soustanovitelji Nove24TV so bili hkrati tudi člani stranke SDS. Načrte za ustanovitev medijskega podjetja je javnosti predstavil vodja SDS Janez Janša in ob tem izrazil strankino podporo projektu. Ker je bilo ime projekta naznanjeno šele kasneje, se ga je pred naznanitvijo uradnega imena v medijih pogosto imenovalo Janša TV. Ob ustanovitvi medijskega podjetja sta bili dve tretjini SDS-ovih poslancev hkrati soustanoviteljev (delničarjev) v Novi24TV. Nova24TV si deli poslovne prostore z drugimi medijskimi projekti stranke SDS. V obdobju pred državnozborskimi volitvami leta 2018 je Nova24TV finančna sredstva, prejeta od madžarskih podjetji, namenila za predvolilno oglaševanje stranke SDS. Nekdanji direktor Nova24TV Aleš Hojs je bil leta 2020 ob sestavi vladne koalicije pod vodstvom SDS imenovan za ministra za notranje zadeve, odgovorni urednik Nova24TV Uroš Urbanija je postal direktor vladnega Urada za komuniciranje 3. Janševe vlade, novinar Jure Ferjan je postal poslanec stranke SDS v DZ, novinarka Marjanca Scheicher pa je nekaj mesecev po nastopu nove vlade dobila službo višje svetovalke na ministrstvu za razvoj in evropsko kohezijsko politiko, ki ga je vodil politik stranke SDS Zvone Černač. Boris Tomašič je bivši sekretar poslanske skupine SDS. Janez Janša - sicer soustanovitelj in solastnik Nove24TV - je kmalu po prevzemu funkcije predsednika vlade v začetku leta 2020 pričel redno gostovati v tedenski pogovorni oddaji na televizijski postaji Nova24TV, kjer tudi odgovarja na klice gledalcev. Oddaja se je oglaševala tudi preko uradnih spletnih profilov vlade RS. Predsedniški kandidat in poslanec SDS Anže Logar je pred uradnim začetkom kampanje za predsedniške volitve leta 2022 navedel, da se je umaknil iz lastništva Nova24TV, rekoč da ne bi bilo korektno, da je predsednik lastnik v medijski hiši. Leta 2023 je televizija predstavila novo pogovorno oddajo Signal, ki jo je do začetka kandidature za evropsko poslanko vodila mednarodna sekretarka podmladka SDS, Slovenske demokratske mladine, Zala Tomašič, sicer hči Borisa Tomašiča.